# Saint-Maurice-Saint-Germain
Saint-Maurice-Saint-Germain és un municipi francès, situat al departament de l'Eure i Loir i a la regió de Centre – Vall del Loira. L'any 2007 tenia 405 habitants.

## Demografia

### Població
El 2007 la població de fet de Saint-Maurice-Saint-Germain era de 405 persones. Hi havia 136 famílies, de les quals 32 eren unipersonals (32 homes vivint sols), 40 parelles sense fills, 60 parelles amb fills i 4 famílies monoparentals amb fills.
La població ha evolucionat segons el següent gràfic:
Habitants censats

### Habitatges
El 2007 hi havia 195 habitatges, 136 eren l'habitatge principal de la família, 37 eren segones residències i 22 estaven desocupats. 189 eren cases i 6 eren apartaments. Dels 136 habitatges principals, 93 estaven ocupats pels seus propietaris, 34 estaven llogats i ocupats pels llogaters i 9 estaven cedits a títol gratuït; 7 tenien dues cambres, 24 en tenien tres, 37 en tenien quatre i 68 en tenien cinc o més. 123 habitatges disposaven pel capbaix d'una plaça de pàrquing. A 55 habitatges hi havia un automòbil i a 74 n'hi havia dos o més.

### Piràmide de població
La piràmide de població per edats i sexe el 2009 era:
| Homes | Edats   | Dones |
| ----- | ------- | ----- |
| 0     | 95 o +  | 0     |
| 0     | 90 a 94 | 0     |
| 4     | 85 a 89 | 0     |
| 8     | 80 a 84 | 8     |
| 4     | 75 a 79 | 8     |
| 8     | 70 a 74 | 4     |
| 8     | 65 a 69 | 4     |
| 12    | 60 a 64 | 8     |
| 12    | 55 a 59 | 16    |
| 16    | 50 a 54 | 0     |
| 20    | 45 a 49 | 20    |
| 16    | 40 a 44 | 24    |
| 4     | 35 a 39 | 12    |
| 0     | 30 a 34 | 0     |
| 12    | 25 a 29 | 0     |
| 28    | 20 a 24 | 4     |
| 24    | 15 a 19 | 12    |
| 36    | 10 a 14 | 8     |
| 12    | 5 a 9   | 4     |
| 0     | 0 a 4   | 4     |

## Economia
El 2007 la població en edat de treballar era de 251 persones, 172 eren actives i 79 eren inactives. De les 172 persones actives 162 estaven ocupades (88 homes i 74 dones) i 10 estaven aturades (4 homes i 6 dones). De les 79 persones inactives 19 estaven jubilades, 41 estaven estudiant i 19 estaven classificades com a «altres inactius».

### Ingressos
El 2009 a Saint-Maurice-Saint-Germain hi havia 136 unitats fiscals que integraven 375 persones, la mediana anual d'ingressos fiscals per persona era de 17.858 €.

### Activitats econòmiques
Dels 7 establiments que hi havia el 2007, 1 era d'una empresa de fabricació d'altres productes industrials, 2 d'empreses de construcció, 1 d'una empresa de comerç i reparació d'automòbils, 1 d'una empresa de transport, 1 d'una empresa immobiliària i 1 d'una empresa classificada com a «altres activitats de serveis».
Dels 3 establiments de servei als particulars que hi havia el 2009, 2 eren electricistes i 1 agència immobiliària.
L'any 2000 a Saint-Maurice-Saint-Germain hi havia 12 explotacions agrícoles que ocupaven un total de 936 hectàrees.

## Equipaments sanitaris i escolars
El 2009 hi havia 1 escola maternal integrada dins d'un grup escolar amb les comunes properes formant una escola dispersa i 1 escola elemental. A Saint-Maurice-Saint-Germain hi havia 1 col·legi d'educació secundària i 1 liceu tecnològic. Als col·legis d'educació secundària hi havia 173 alumnes i als liceus tecnològics 307.

## Poblacions més properes
El següent diagrama mostra les poblacions més properes.